# Carlencas-et-Levas

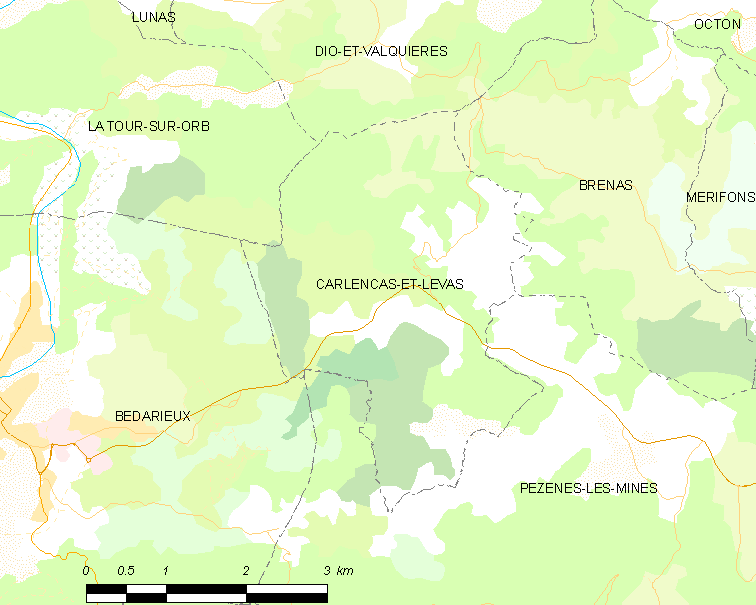
Mapa

 Carlencas-et-Levas  (en idioma occitano Carlencaç e Levaç) es una población y comuna francesa, situada en la región de Occitania, departamento de Hérault, en el distrito de Béziers y cantón de Clermont-l'Hérault.

## Demografía
| 50 | 49 | 54 | 68 | 87 | 88 | 127 |
| Para los censos de 1962 a 1999 la población legal corresponde a la población sin duplicidades (Fuente: INSEE [Consultar]) |    |    |    |    |    |     |

## Monuments

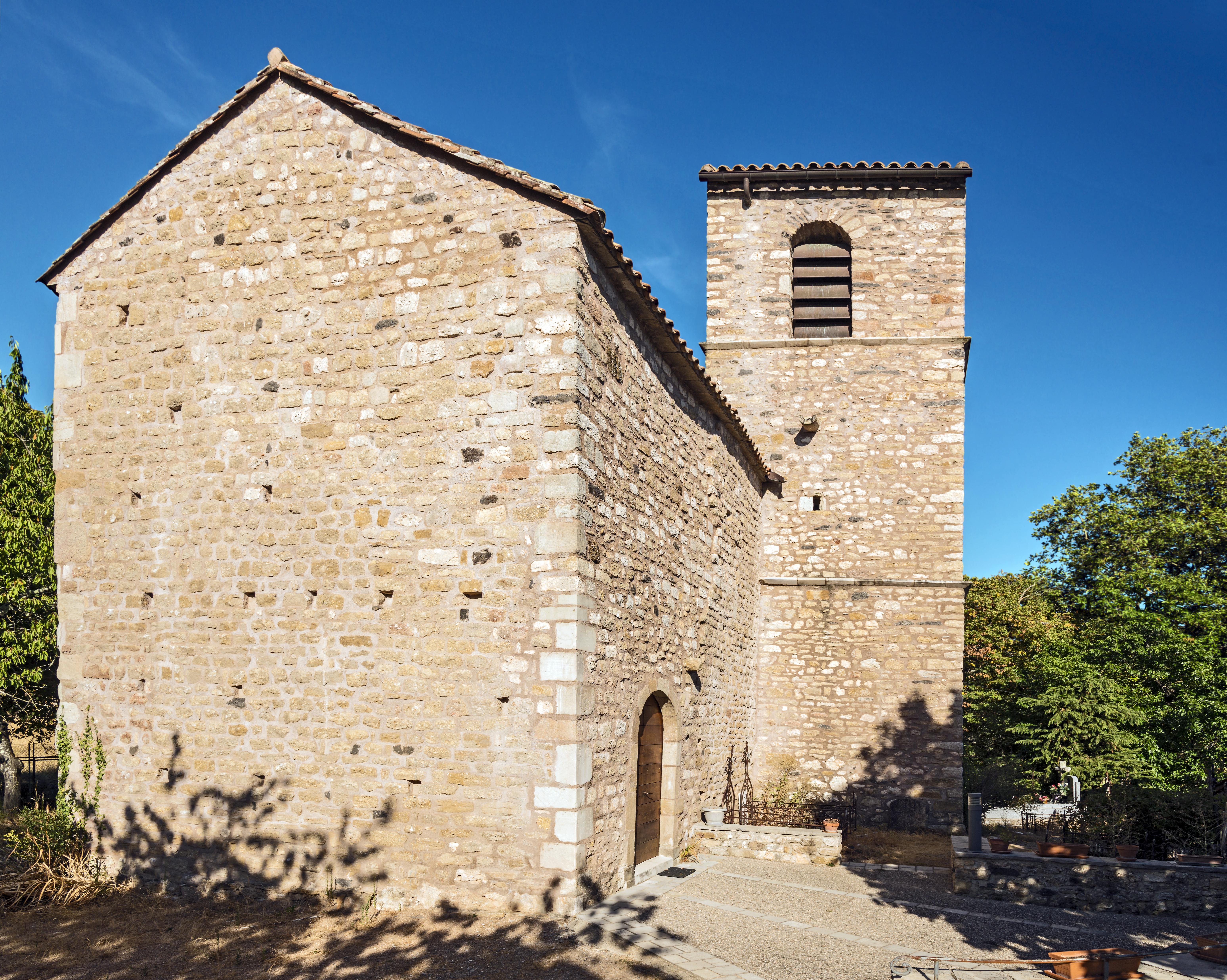
La capilla de Levas.
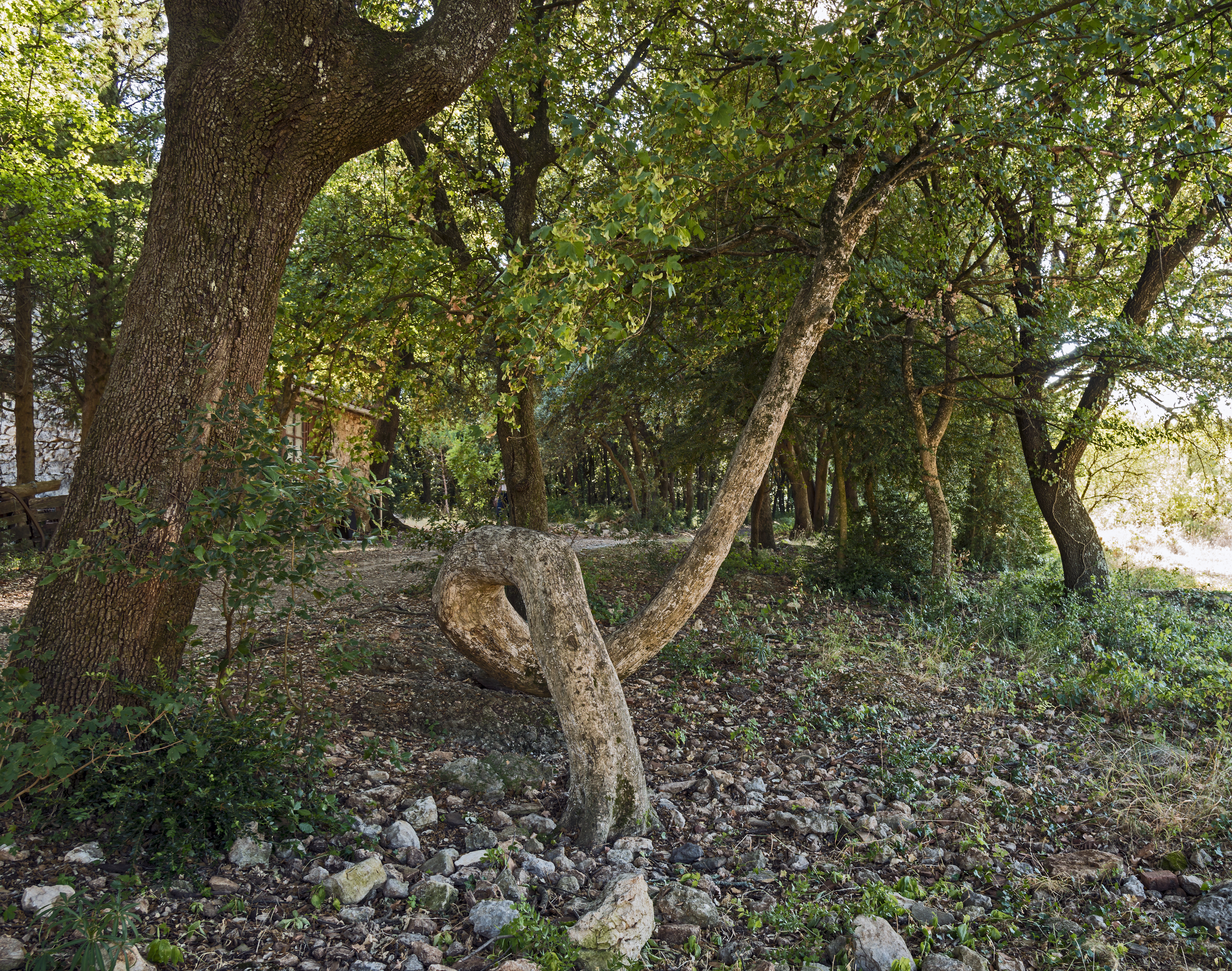
El árbol torcido de la capilla.